# Adjungbilly
Adjungbilly är en by i delstaten New South Wales i Australien. Vid 2021 års folkräkning hade Adjungbilly 101 invånare.